# 沃德斯普林斯 (明尼蘇達州)
沃德斯普林斯（英語：Ward Springs）是位於美國明尼蘇達州托德縣伯奇代爾鎮區的一個非建制地區。

## 歷史
沃德斯普林斯得名自早期定居J·W·沃德（J. W. Ward）及瑪莎·J·沃德（Martha J. Ward）。原名伯奇萊克城（Birch Lake City），1909年改為現稱。沃德斯普林斯的郵局於1882年成立，其後於1959年停運。

## 地理
沃德斯普林斯所處的海拔為高於海平面372米（即1220英呎），而該地所採用的時區為UTC-6，即北美中部時區（CST）。同時該地設有夏令時間，為UTC-6調快一小時，即UTC-5（CDT）。